# Линьду (аэропорт)
Аэропорт Линьду (кит. упр. 伊春林都机场, пиньинь yīchūn líndū jīchǎng) (ИАТА: LDS, ИКАО: ZYLD) — аэропорт, расположенный в городе Ичунь китайской провинции Хэйлунцзян. Находится в 9 км от города. Открыт в октябре 2009 года.

## Объекты
Длина посадочной полосы — 2300 м. Ширина полосы — 45 м. Здание терминала площадью 2800 м2.

## Направления
Пекин, Харбин, Далянь, Шанхай и другие маршруты.